# Agua Blanca, Eloxochitlán de Flores Magón
Agua Blanca är en ort i Mexiko.   Den ligger i kommunen Eloxochitlán de Flores Magón och delstaten Oaxaca, i den sydöstra delen av landet, 280 km sydost om huvudstaden Mexico City. Agua Blanca ligger 1 268 meter över havet och antalet invånare är 176.
Terrängen runt Agua Blanca är kuperad åt sydost, men åt nordväst är den bergig. Runt Agua Blanca är det tätbefolkat, med 369 invånare per kvadratkilometer. Närmaste större samhälle är Huautla de Jiménez, 7,6 km söder om Agua Blanca. I omgivningarna runt Agua Blanca växer i huvudsak städsegrön lövskog.